# Walking Wounded
Az 1996-os Walking Wounded az Everything but the Girl nagylemeze, negyedik stúdióalbumuk. Ez az albumuk szerepelt a legjobban a listákon: míg az Egyesült Királyságban a 4. helyig jutott, addig Amerikában, a Billboard 200-on a 37. helyig jutott. Szerepel az 1001 lemez, amit hallanod kell, mielőtt meghalsz című könyvben.
Ez az első album, amelyen az együttes egy elektronikusabb, dance-stílusú zenét játszik, az előző albumukon szereplő Missing remixének sikere után.

## Az album dalai
|     | Cím                             | Szerző(k)                | Szöveg      | Hossz |
| --- | ------------------------------- | ------------------------ | ----------- | ----- |
| 1.  | Before Today                    | Ben Watt                 | Watt        | 4:18  |
| 2.  | Wrong                           | Watt                     | Trace Thorn | 4:36  |
| 3.  | Single                          | Thorn                    | Thorn       | 4:38  |
| 4.  | The Heart Remains a Child       | Thorn                    | Thorn       | 3:50  |
| 5.  | Walking Wounded                 | Ashley Wales, John Coxon | Watt        | 6:05  |
| 6.  | Flipside                        | Watt                     | Watt        | 4:33  |
| 7.  | Big Deal                        | Watt                     | Thorn       | 4:29  |
| 8.  | Mirrorball                      | Watt                     | Thorn       | 3:27  |
| 9.  | Good Cop Bad Cop                | Watt                     | Thorn       | 4:54  |
| 10. | Wrong (Todd Terry-remix)        | Watt                     | Thorn       | 4:45  |
| 11. | Walking Wounded (Omni Trio-mix) | Wales, Coxon             | Watt        | 6:43  |

## Közreműködők
- Ben Watt – beats, akusztikus gitár, effektek, hangok, szintetizátor, ének; producer, hangmérnök, programozás
- Tracey Thorn – ének
- Howie B – producer, programozás, scratchelés
- Mads Bjerke – hangmérnök
- Andy Bradfield – keverés
- Jim Friedman – fényképek
- Rob Haigh – hangmérnök
- Marcelo Krasilcic – fényképek
- Omni Trio – remastering, újrakeverés
- Johhny Rockstar – programozás
- Jeremy Shaw – programozás
- Spring Heel Jack – hangmérnök, keverés, producer, programozás
- Todd Terry – producer, remastering, újrakeverés
- Ashley Wales – dalszerző

## Fordítás
Ez a szócikk részben vagy egészben a Walking Wounded című angol Wikipédia-szócikk ezen változatának fordításán alapul.  Az eredeti cikk szerkesztőit annak laptörténete sorolja fel. Ez a jelzés csupán a megfogalmazás eredetét és a szerzői jogokat jelzi, nem szolgál a cikkben szereplő információk forrásmegjelöléseként.